# Okres Skalica
Okres Skalica je jeden z okresů Slovenska. Leží v Trnavském kraji, v jeho nejsevernější části. Na severu hraničí s Českou republikou, na východě s okresem Myjava, na jihu s okresem Senica. K roku 2022 žilo v okrese 32 lidí s moravskou národností.